# ユルゲン・ダム
ユルゲン・ダム・ラスコン（Jürgen Damm Rascón、1992年11月7日 - ）は、メキシコ・ベラクルス州トゥスパン出身のプロサッカー選手。元サッカーメキシコ代表。ポジションは、ミッドフィールダー。

## 経歴

### 生い立ち
中流階級の家に生まれた。父方の祖父がドイツ出身のため、ドイツのパスポートも所有している。2歳のとき父親の仕事の関係でトロントに移住。2年後、メキシコに帰国しグアダラハラに移住した。父親の「学業を優先すべき」という意向により17歳になるまでサッカークラブに所属することを許されなかった。

### クラブ
グアダラハラに本拠地を置くCFアトラスでプレーを始め、のちにエストゥディアンテス・テコスに移籍。2012年3月のリーグ戦・CFモンテレイ戦でプロデビュー 。
シーズン終了後、クラブの2部リーグ降格に伴いCFパチューカに移籍。
2015年6月、UANLティグレスに800万ドル超の移籍金で移籍。
2020年7月1日、アトランタ・ユナイテッドFCに移籍。
2022年6月18日、クラブ・アメリカに加入。

### 代表
2015年3月、メキシコ代表初招集。同月開催の親善試合・エクアドル戦で84分から交代出場し初キャップを記録。
2015年11月のホンジュラス戦で初ゴール。

## エピソード
俊足の持ち主として知られている。2015年にマルカ誌がFIFAの公式記録に基づいて発表した俊足ランキングではガレス・ベイルに次いで2位であった。

## タイトル
UANLティグレス
- リーガMX: アペルトゥーラ 2015, アペルトゥーラ 2016, アペルトゥーラ 2017, クラウスーラ 2019
- カンペオン・デ・カンペオーネス: 2016, 2017, 2018

個人
- リーガMXベストイレブン: 2015-16